# Artur Aszilbekovics Beterbijev
Artur Aszilbekovics Beterbijev (oroszul: Артур Асильбекович Бетербиев; Haszavjurt, Dagesztán, Szovjetunió, 1985. január 21. –) iszlám vallású, dagesztáni születésű oroszökölvívó. Nemzetiség szerint csecsen.

## Eredményei
- 2005-ben bronzérmes az orosz bajnokságban félnehézsúlyban.
- 2006-ban ezüstérmes az orosz bajnokságban félnehézsúlyban. A döntőben a kétszeres világbajnok Jevgenyij Makarenkótól szenvedett vereséget.
- 2006-ban Európa-bajnok félnehézsúlyban.
- 2007-ben orosz bajnok félnehézsúlyban. A döntőben Jevgenyij Makarenkót győzte le.
- 2007-ben ezüstérmes a világbajnokságon félnehézsúlyban. A döntőben szűk pontozással (20:17) szenvedett vereséget az üzbég Abbos Atoyevtől.